# Cabera fletcheri
Cabera fletcheri är en fjärilsart som beskrevs av Tutt 1905. Cabera fletcheri ingår i släktet Cabera och familjen mätare. Inga underarter finns listade i Catalogue of Life.